# Autry
Autry je francouzská obec v departementu Ardensko v regionu Grand Est. V roce 2012 zde žilo 136 obyvatel.

## Poloha obce
Obec leží u hranic departementu Ardensko s departementem Marne. Sousední obce jsou: Bouconville, Cernay-en-Dormois (Marne), Condé-lès-Autry, Grandham, Lançon a Montcheutin.

## Vývoj počtu obyvatel
Počet obyvatel